# 한다촌 (오이타현 구스군)
한다촌(飯田村)은 오이타현 구스군에 설치되었던 촌이다. 현재의 고코노에정에 해당한다.